# Ophisma macronephra
Ophisma macronephra är en fjärilsart som beskrevs av Emilio Berio 1956. Ophisma macronephra ingår i släktet Ophisma och familjen nattflyn. Inga underarter finns listade i Catalogue of Life.